# Матлеб (Шуш)
Матлеб (перс. مطلب) — село в Ірані, остані Хузестан, шахрестані Шуш, бахші Шавур, дехестані Шавур. За даними перепису 2006 року, його населення становило 22 особи, що проживали у складі 4 сімей.